# Saison 4 de Jessie
Chronologie
Saison 3
Cet article présente les épisodes de la quatrième saison de la série télévisée américaine Jessie.

## Généralités
- Aux États-Unis la série a été diffusée depuis le 9 janvier 2015 sur Disney Channel.
- Au Canada, la série est diffusée sur Family depuis le 19 février 2015.
- En France, en Suisse et en Belgique la série est diffusée à partir du 11 avril 2015.
- Cette saison est inédite dans les autres pays francophones.

## Distribution

### Acteurs principaux
- Debby Ryan (VF : Manon Azem) : Jessie Prescott
- Peyton Roi List (VF : Alice Orsat)  : Emma Ross
- Cameron Boyce (VF : Maeldan Wilmet) : Luke Ross
- Karan Brar (VF : Victor Quilichini) : Ravi Ross
- Skai Jackson (VF : Clara Quilichini) : Zuri Ross
- Kevin Chamberlin (VF : Jean-Loup Horwitz) : Bertram Winkle

### Acteurs récurrents et invités
- Chris Gayla : Tony Ciccolini
- Carolyn Hennesy : Rhoda Chesterfield
- Matt Shively : Hudson
- J.J Totah : Stuart
- Pierson Fodé : Brooks
- Chris Paul : Lui-même
- Francesca Capaldi : Madeline
- Blake Cooper Griffin : Scott
- Molly Burnett : Darla Shannon

## Épisodes

### Épisode 1:Escapade africaine
- États-Unis : 9 janvier 2015
- France, Suisse, Belgique : 11 avril 2015
- Québec : date inconnue

- États-Unis : 2,429 millions de téléspectateurs[1]

- Pierson Fodé (Brooks)
- Hina Abdullah (Kami)

### Épisode 2:Sur le fil du rasoir
- États-Unis : 16 janvier 2015
- France, Suisse, Belgique : 18 avril 2015

- États-Unis : 2,347 millions de téléspectateurs[2]

- Chris Galya (Tony)
- Molly Burnett (Darla Shannon)

### Épisode 3:Les Ross sont ruinés
- États-Unis : 6 février 2015
- France, Suisse, Belgique : date inconnue

- États-Unis : 2,127 millions de téléspectateurs[3]

- Carolyn Hennesy (Rhoda Chesterfield)
- Chris Galya (Tony)

### Épisode 4:Moby et Cobasy
- États-Unis : 20 février 2015
- France, Suisse, Belgique : date inconnue

- États-Unis : 2,099 millions de téléspectateurs[4]

- Kevin Symons : Professeur Fisk

### Épisode 5:Karaté kid catastrophique
- États-Unis : 27 mars 2015
- France, Suisse, Belgique : date inconnue

- États-Unis : 1,983 million de téléspectateurs[5]

- Phill Lewis : Mr. Moseby

### Épisode 6:Sacrée équipe
- États-Unis : 28 mars 2015

- États-Unis : 1,383 million de téléspectateurs[6]

- Chris Paul : Lui-même
- Matt Shively : Hudson
- Marcus Choi : Professor Hawkins
- Nadji Jeter : Terry

### Épisode 7:Capturer le drapeau
- États-Unis : 7 avril 2015
- France : 7 novembre 2015

- États-Unis : 1,85 million de téléspectateurs[7]

- JJ Totah : Stuart Wooten
- Matt Shively : Hudson

### Épisode 8:Voleurs en herbe
- États-Unis : 17 avril 2015
- France, Suisse, Belgique : date inconnue

- États-Unis : 1,572 million de téléspectateurs[8]

- Francesca Capaldi : Madeline
- Blake Cooper Griffin : Scott

### Épisode 9:Emma passe le permis de conduire
- États-Unis : 24 avril 2015
- France, Suisse, Belgique : date inconnue

- États-Unis : 2,181 millions de téléspectateurs[9]

- Raymond Lee : Cliford

### Épisode 10:Le Nouveau majordome
- États-Unis : 15 mai 2015

- États-Unis : 1,802 million de téléspectateurs[10]

- Carolyn Hennessy : Rhoda Chesterfield
- Napoleon Ryan : Roger

### Épisode 11:Sur une île au large de l'Italie (partie 1)
- États-Unis : 5 juin 2015

- États-Unis : 2,138 millions de téléspectateurs[11]

- Meaghan Jette Martin : Delphina/Kim

### Épisode 12:Sur une île au large de l'Italie (partie 2)
- États-Unis : 6 juin 2015

- États-Unis : 1,959 million de téléspectateurs[12]

- Deniz Akdeniz : Marco

### Épisode 13:Sur une île au large de l'Italie (partie 3)
- États-Unis : 7 juin 2015

- États-Unis : 2,387 millions de téléspectateurs[13]

### Épisode 14:Le Bal du lycée
- États-Unis : 10 juillet 2015

- États-Unis : 1,972 million de téléspectateurs[14]

- The Vamps : Eux-mêmes
- Matt Cook : Mr. Feeley

### Épisode 15:La Perruque
- États-Unis : 24 juillet 2015

- États-Unis : 1,645 million de téléspectateurs[15]

### Épisode 16:Les Voleurs d'identités
- États-Unis : 11 septembre 2015
- France : 16 octobre 2015

- Gilli Messer : Pepper

### Épisode 17:Mme Kipling devient célèbre
- États-Unis : 18 septembre 2015
- France, Suisse, Belgique : date inconnue

### Épisode 18:Le Bal des revenants
- États-Unis : 2 octobre 2015
- France : 31 octobre 2015

- Austin North : Logan Watson
- Sarah Gilman : Delia Delfano
- Chris Galya : Tony
- J.J. Totah : Stuart Wooten
- Jordan Oschman : Abigail

### Épisode 19:Multiples talents
- États-Unis : 9 octobre 2015
- France : 21 novembre 2015

- Carolyn Hennesy : Mrs. Rhoda Chesterfield
- Malia Tyler : Heidi

### Épisode 20:Jessie à Hollywood
- États-Unis : 16 octobre 2015
- France, : 26 décembre 2015
- Suisse, Belgique : date inconnue

- Christina Moore : Christina Ross
- Chris Galya :  Tony
- Sylvester Stallone